# Liste de chansons construites sur la progression I-V-vi-IV
Extrait musical
Progression d'accords I–V–vi–IV en do majeur
Extrait musical
Progression d'accords vi–IV–I–V en do majeur

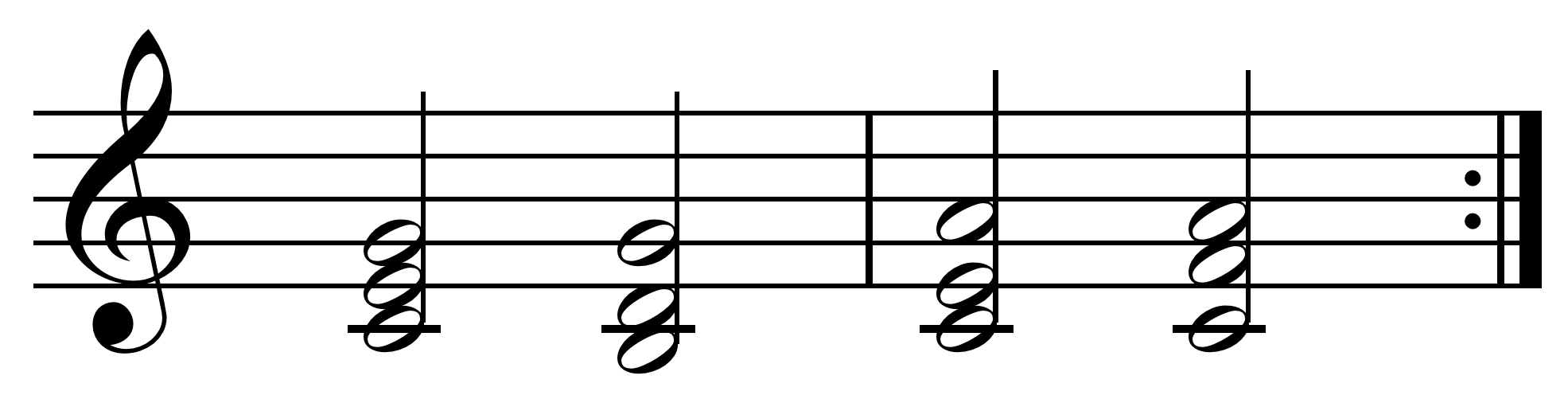
.

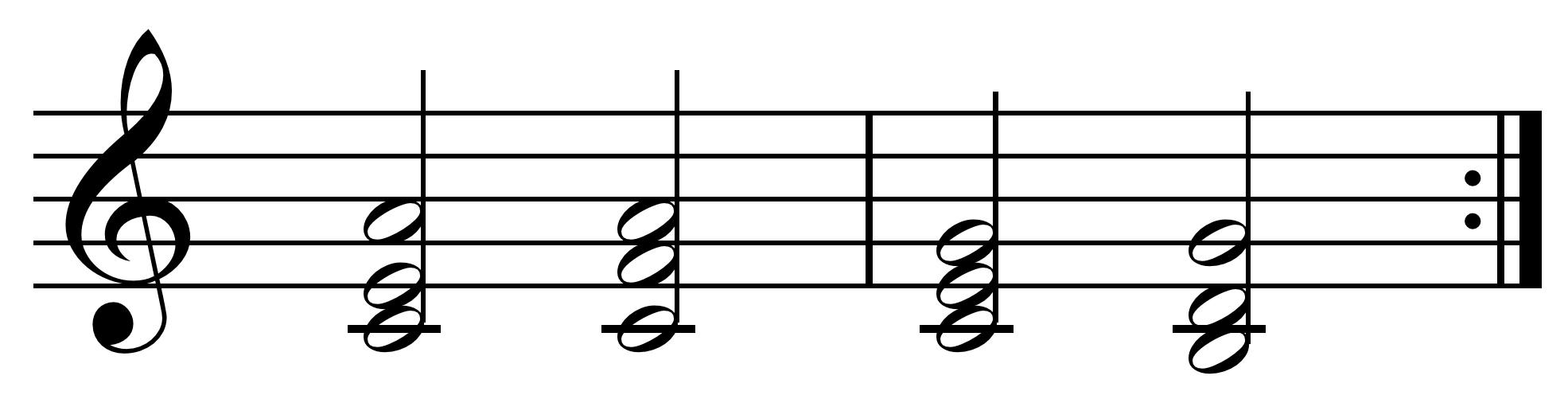
.

Cet article liste de façon non exhaustive les chansons utilisant la progression d'accords dite I-V-vi-IV, ainsi que ses variantes comme V-vi-IV-I, vi-IV-I-V, I-vi-V-IV et IV-I-V-vi.

## Liste de chansons
| Chanson                          | Interprète                                 | Progression         | Référence(s) |
| -------------------------------- | ------------------------------------------ | ------------------- | ------------ |
| 81                               | Joanna Newsom                              | I-V-vi-IV           | [ 1 ]        |
| Africa                           | Toto                                       | I-V-vi-IV           | ,            |
| All the Stars                    | Kendrick Lamar et SZA                      | vi-IV-I-V           | [ 4 ]        |
| Already Gone                     | Kelly Clarkson                             | I-V-vi-IV           | [ 5 ]        |
| Angel                            | Natasha Bedingfield                        | vi-IV-I-V           | [ 6 ]        |
| Angels Would Fall                | Melissa Etheridge                          | vi-IV-I-V           | [ 6 ]        |
| Any Way You Want It              | Journey                                    | vi-IV-I-V           | [ 7 ]        |
| Apologize                        | OneRepublic                                | vi-IV-I-V           | [ 6 ]        |
| Bailando                         | Enrique Iglesias                           | I-V-vi-IV           | [ 2 ]        |
| Beast of Burden                  | The Rolling Stones                         | I-V-vi-IV           | [ 8 ]        |
| Below My Feet                    | Mumford and Sons                           | I-V-vi-IV           | [ 1 ]        |
| Body Like a Back Road            | Sam Hunt                                   | I-V-vi-IV           | [ 9 ]        |
| Borrowing Time                   | Aimee Mann                                 | vi-IV-I-V           | [ 6 ]        |
| Building a Mystery               | Sarah McLachlan                            | vi-IV-I-V           | [ 6 ]        |
| Can You Feel the Love Tonight    | Elton John                                 | I-V-vi-IV           | [ 10 ]       |
| Complicated                      | Avril Lavigne                              | I-V-vi-IV           | [ 11 ]       |
| Contact                          | Daft Punk                                  | I-V-vi-IV           | [ 1 ]        |
| Cruise                           | Florida Georgia Line                       | I-V-vi-IV           | [ 12 ]       |
| Dammit                           | Blink-182                                  | I-V-vi-IV           | [ 8 ]        |
| Danza Kuduro                     | Lucenzo et Don Omar                        | I-V-vi-IV           | [ 2 ]        |
| The Day                          | Moby                                       | I-V-vi-IV           | [ 13 ]       |
| Despacito                        | Luis Fonsi featuring Daddy Yankee          | vi-IV-I-V           | [ 14 ]       |
| Don't Stop Believin'             | Journey                                    | I-V-vi-IV           | ,            |
| Down Under                       | Men at Work                                | I-V-vi-IV           | ,            |
| Drive By                         | Train                                      | I-V-vi-IV           | [ 5 ]        |
| The Edge of Glory                | Lady Gaga                                  | I-V-vi-IV           | [ 5 ]        |
| Everyday It's 1989               | Moby                                       | vi-IV-I-V           | [ 6 ]        |
| Fall at Your Feet                | Crowded House                              | I-V-vi-IV           | [ 16 ]       |
| Fall for You                     | Secondhand Serenade                        | vi-IV-I-V           | [ 6 ]        |
| Feeling This                     | Blink-182                                  | I-V-vi-IV           | [ 8 ]        |
| Fingerprints                     | Katy Perry                                 | vi-IV-I-V           | [ 6 ]        |
| Four Chords                      | The Axis of Awesome                        | I-V-vi-IV           | [ 17 ]       |
| Give Me Everything               | Pitbull featuring Ne-Yo, Afrojack et Nayer | I-V-vi-IV           | [ 2 ]        |
| Glycerine                        | Bush                                       | I-V-vi-IV           | [ 5 ]        |
| God Said No                      | Dan Bern                                   | I-V-vi-IV           | [ 18 ]       |
| Gone M/V                         | Rosé                                       | I-V-vi-IV           |              |
| Grenade                          | Bruno Mars                                 | I-V-vi-IV           | [ 5 ]        |
| Hallelujah                       | Leonard Cohen                              | I-V-vi-IV           | [ 16 ]       |
| Hands                            | Jewel                                      | vi-IV-I-V           | [ 6 ]        |
| Hello                            | Adele                                      | vi-IV-I-V (refrain) | [ 19 ]       |
| Hey Brother                      | Avicii                                     | I-V-vi-IV           | [ 2 ]        |
| Hey, Soul Sister                 | Train                                      | I-V-vi-IV           | ,            |
| I Knew You Were Trouble          | Taylor Swift                               | I-V-vi-IV           | [ 20 ]       |
| I'm Goin' Down                   | Bruce Springsteen                          | I-V-vi-IV           | [ 21 ]       |
| I'm Not Over                     | Carolina Liar                              | vi-IV-I-V           | [ 6 ]        |
| I'm Yours                        | Jason Mraz                                 | I-V-vi-IV           | ,            |
| If I Were a Boy                  | Beyoncé                                    | vi-IV-I-V           | [ 6 ]        |
| It's My Life                     | Bon Jovi                                   | vi-IV-I-V           | [ 6 ]        |
| Kids                             | MGMT                                       | I-V-vi-IV           | [ 1 ]        |
| Let Her Go                       | Passenger                                  | I-V-vi-IV           | [ 2 ]        |
| Let It Be                        | The Beatles                                | I-V-vi-IV           | ,            |
| Let It Go                        | Idina Menzel                               | I-V-vi-IV           | [ 2 ]        |
| Little Talks                     | Of Monsters and Men                        | I-V-vi-IV           | [ 1 ]        |
| Love the Way You Lie             | Eminem featuring Rihanna                   | I-V-vi-IV           | [ 1 ]        |
| No Woman, No Cry                 | Bob Marley and the Wailers                 | I-V-vi-IV           | ,            |
| One of Us                        | Joan Osborne                               | vi-IV-I-V           | [ 6 ]        |
| Party in the U.S.A.              | Miley Cyrus                                | I-V-vi-IV           | [ 3 ]        |
| The Passenger                    | Iggy Pop                                   | vi-IV-I-V           | [ 6 ]        |
| Peace of Mind                    | Boston                                     | vi-IV-I-V           | ,            |
| Poker Face                       | Lady Gaga                                  | I-V-vi-IV           | [ 2 ]        |
| Rebellion (Lies)                 | Arcade Fire                                | I-V-vi-IV           | [ 1 ]        |
| Shackler's Revenge               | Guns N' Roses                              | vi-IV-I-V (refrain) | [ 6 ]        |
| Skyscraper                       | Demi Lovato                                | I-V-vi-IV           | [ 5 ]        |
| So Lonely                        | The Police                                 | I-V-vi-IV           | [ 2 ]        |
| Someone Like You                 | Adele                                      | I-V-vi-IV           | ,            |
| The Story                        | Brandi Carlile                             | I-V-vi-IV           | [ 18 ]       |
| Stronger (What Doesn't Kill You) | Kelly Clarkson                             | I-V-vi-IV           | [ 5 ]        |
| Take Me as I Am                  | Sugarland                                  | vi-IV-I-V           | [ 6 ]        |
| Take Me Home, Country Roads      | John Denver                                | I-V-vi-IV           | [ 10 ]       |
| Take on Me                       | a-ha                                       | I-V-vi-IV           | ,            |
| Umbrella                         | Rihanna featuring Jay-Z                    | I-V-vi-IV           | [ 1 ]        |
| Under the Bridge                 | Red Hot Chili Peppers                      | I-V-vi-IV           | [ 8 ]        |
| Upward Over the Mountain         | Iron & Wine                                | I-V-vi-IV           | [ 1 ]        |
| Us                               | Regina Spektor                             | I-V-vi-IV           | [ 1 ]        |
| We Found Love                    | Rihanna featuring Calvin Harris            | I-V-vi-IV           | [ 1 ]        |
| What About Love                  | Heart                                      | vi-IV-I-V           | [ 22 ]       |
| Whatever You Like                | T.I.                                       | vi-IV-I-V           | [ 6 ]        |
| When I Come Around               | Green Day                                  | I-V-vi-IV           | ,            |
| Where Is the Love?               | The Black Eyed Peas                        | I-V-vi-IV           | [ 5 ]        |
| Whistle                          | Flo Rida                                   | I-V-vi-IV           | [ 2 ]        |
| With or Without You              | U2                                         | I-V-vi-IV           | ,            |
| Wrecking Ball                    | Miley Cyrus                                | I-V-vi-IV           | [ 2 ]        |
| You're Beautiful                 | James Blunt                                | I-V-vi-IV           | [ 2 ]        |
| Zombie                           | The Cranberries                            | I-V-vi-IV           | [ 2 ]        |